# Sam Giancana

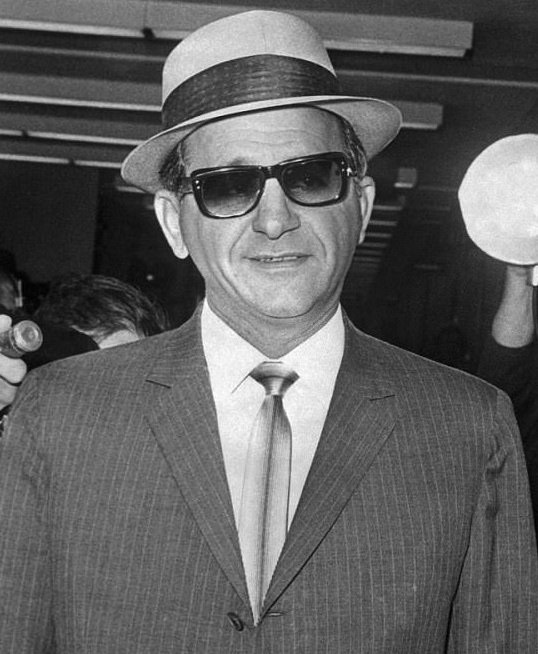
Sam Giancana

Sam „Momo“ Giancana (* 15. Juni 1908 in Chicago; † 19. Juni 1975 in Oak Park, Illinois) war ein US-amerikanischer Mafioso und Oberhaupt des „Chicago Outfit“.
Der unter dem Namen Salvatore Giancana im Chicagoer Stadtviertel Little Italy geborene Sohn sizilianischer Einwanderer wurde im Laufe seiner kriminellen Karriere über 70-mal festgenommen, jedoch nur zweimal für längere Zeit inhaftiert. Sein Spitzname „Momo“ leitet sich von „Mooney“ ab, einem Slangbegriff, der einen Verrückten bezeichnet. Tatsächlich war er lange Zeit für sein jähzorniges und unvorhersehbar bösartiges Verhalten berüchtigt. Neben Momo oder Mo wurde er bisweilen auch Sam the Cigar (englisch für: „Sam die Zigarre“) genannt.

## Leben

### Frühe Jahre
Giancana wurde in arme Verhältnisse hineingeboren; seine Mutter starb nach einer Fehlgeburt, als er zwei Jahre alt war. Er galt als widerspenstig und wurde von seinem Vater misshandelt, insbesondere indem er an eine Eiche festgebunden und ausgepeitscht wurde.
Giancana kam dann in eine Besserungsanstalt, aber mit zehn Jahren lebte er im Prinzip auf der Straße, wo er seine Bedürfnisse nach Nahrung und Kleidung mit Diebstählen deckte und in Autos übernachtete. Er trat mit 12 Jahren der Bande von Joey Colaro bei, ab dann wurden die Diebstähle organisiert. Insbesondere hatte es die Bande auf Autos abgesehen, aber auch Bombenattentate und Mordaufträge gehörten zum Geschäft. Giancana entwickelte sich zum besten Fahrer der Gruppe. Mit seiner Brutalität verschaffte er sich Respekt in der Bande, die praktisch zu seiner neuen Familie geworden war.
Zusammen mit anderen kleinen Gruppen jugendlicher Krimineller in der Chicagoer West Side bildeten sie dann die berüchtigte 42-Gang. Das Chicago Outfit rekrutierte bald Mitglieder dieser Jugendbande für seine Zwecke. Ab 1923 fuhr er alkoholische Fracht für Joe Esposito und zeitweise auch für Joseph P. Kennedy. Er wurde Chauffeur von Jack McGurn und im Outfit zeigte er sich als außergewöhnlich talentierter Fluchtfahrer, erfolgreicher Geldeintreiber und kaltblütiger Mörder. Ab 1924 arbeitete er auch als Auftragsmörder für Al Capone.
Neben der These, dass John Torrio durch ein Attentat der North Side Gang verletzt worden sei, gab es auch immer Vermutungen, dass Al Capone selbst seinen Boss aus dem Weg räumen wollte; in diesem Fall sollen es dann Giancana und Leonard Gianola gewesen sein, die im Januar 1925 Torrio schwer verletzt haben. Im selben Jahr wurde Giancana wegen Autodiebstahls verhaftet und verurteilt. Als er aus der Haft in seine leibliche Familie entlassen wurde, setzte er sich dort als neues Familienoberhaupt gegen seinen Vater durch.
Mit 18 Jahren wurde er zum ersten Mal wegen Mordes angeklagt; der einzige Zeuge des Verbrechens starb jedoch, bevor er vor Gericht aussagen konnte. Er soll Joey Colaro an die Polizei verpfiffen haben und so selbst zum Boss der 42-Gang geworden sein. Bis zum Alter von 20 Jahren soll er bereits rund 20 Personen ermordet haben, wozu auch der Mord am 3. Oktober 1928 an seinem Förderer Joe Esposito zählte. Spätestens unter Frank Nitti, der als Al Capones Nachfolger im Outfit galt, wurde er als Vollmitglied in das Chicago Outfit aufgenommen.
Am 23. September 1933, im Alter von 25 Jahren, heiratete Sam Giancana Angeline De Tolve († 1954), mit der er bis zu ihrem Tod verheiratet blieb. Das Ehepaar hatte drei Töchter: Antoinette, Bonnie und Francine.

### Kennedy und Kuba
Nach seiner Aufnahme in die Cosa Nostra und seinem zwischenzeitlichen Aufstieg zu einem Anführer des Chicago Outfit wurde Giancana 1959 zusammen mit anderen Mitgliedern der Organisation von der CIA mit der Ermordung Fidel Castros beauftragt, der im Januar 1959 die Macht auf Kuba übernommen hatte. Giancana selbst soll einmal die CIA und die Mafia als „zwei Seiten derselben Münze“ bezeichnet haben. Im Präsidentschaftswahlkampf 1960 spendete Giancana für John F. Kennedy, der sich als Senator von Massachusetts um die Nominierung durch die Demokratische Partei bemühte. Daraus entstanden Gerüchte, die Mafia habe die Wahl im Bundesstaat Illinois beeinflusst und somit entscheidend zu Kennedys Erfolg beigetragen. Die Historiker Edmund F. Kallina und David Kaiser bezweifeln die Bedeutung von Giancanas Spende, über deren Herkunft Kennedy womöglich gar nichts wusste. Auch wenn Illinois an Kennedys Gegenkandidaten Richard Nixon gegangen wäre, hätte er die Wahl dennoch gewonnen.
Es gibt Hinweise, dass John F. Kennedy auch während seiner Präsidentschaft Beziehungen zu Giancana unterhielt. Er verkehrte freundschaftlich mit dessen Freund Frank Sinatra und war mit dem Rat-Pack-Kumpan Peter Lawford verschwägert. Unter Kennedy sollen die Versuche, Fidel Castro mit Hilfe der Mobster zu beseitigen, fortgeführt worden sein – der mehrstufige Plan (Operation Mongoose) geht zurück auf seine Initiative vom 30. November 1961.
Zudem sollen beide intime Beziehungen mit Judith Campbell unterhalten haben, einer Angehörigen der oberen Gesellschaftsschicht von Los Angeles, die ihnen auch als Botin für Nachrichten und Geld gedient haben soll. Ferner soll Giancana in die Ermordung John F. Kennedys verwickelt gewesen sein, was jedoch bis heute nicht bewiesen ist. Trotz seiner Verbindungen und seiner zweifellos herausgehobenen Position im Chicago Outfit soll Giancana allerdings niemals die oberste Leitung der Organisation innegehabt, sondern als „Acting Boss“ des im Verborgenen agierenden Consigliere Paul Ricca und des etwa gleichaltrigen Anthony Accardo gewirkt haben.

### Niedergang
Inzwischen hatte das FBI mit Nachdruck Ermittlungen gegen Giancana aufgenommen und seine ständige Observierung organisiert.

„Er kann weder Golf spielen noch Zigaretten holen, ohne dass ihm ganz offen einige Wagen mit FBI-Agenten folgen. Er bekommt kein Hotelzimmer ohne Wanze, und es gibt für ihn kein Telefon mehr, das nicht abgehört wird.“

Am 28. Juni 1963 klagte Giancana gegen die Verletzung seiner Bürgerrechte vor Gericht, er verlor allerdings den Prozess und das FBI weitete seine Überwachungsaktivitäten weiter aus.
1966 wurde Giancana von den eigenen Leuten gezwungen, seine Position als Boss aufzugeben. Den letzten Anlass für den erzwungenen Rücktritt lieferten seine Weigerung, die Gewinne aus den von ihm in ganz Lateinamerika betriebenen Kasinos zu teilen, sowie die öffentliche Zurschaustellung seiner Person an der Seite von Prominenten, insbesondere den Sängern Phyllis McGuire und Frank Sinatra.
Nach seiner Entmachtung verließ Giancana Chicago 1967 und begab sich nach Cuernavaca in Mexiko. 1974 wurde er auf Druck der US-Behörden von der mexikanischen Regierung des Landes verwiesen und zurück in die USA gebracht.
Giancana zog nun nach Oak Park in die unmittelbare Nähe von Chicago. Er hatte bereits eine Vorladung vor das Church Committee erhalten, das die Verwicklungen der CIA und der Cosa Nostra in diverse Versuche zur Ermordung Fidel Castros untersuchte.

### Tod
Am 19. Juni 1975, als er gerade eine Mahlzeit aus italienischen Würstchen und Peperoni zubereitete, wurde er im Untergeschoss seines neuen Hauses erschossen, obwohl das Haus zur Tatzeit bereits unter strenger Beobachtung durch das FBI und die Polizei Chicagos stand. Der unbekannte Mörder schoss Giancana mit einer Pistole mit Schalldämpfer in den Kopf und sechs weitere Male in den Bereich des Mundes, was als Abschreckung für andere potentielle „Pentiti“ gewertet werden kann.
Aufgrund der Vorladung vor das Church Committee geriet die CIA in direkten Tatverdacht. Es wird heute aber als wahrscheinlicher angesehen, dass er vom Outfit selbst ermordet wurde. Insbesondere sein ehemaliger Freund Joseph Aiuppa soll befürchtet haben, dass der ausgebootete Giancana die bevorstehende Anhörung nutzen würde, um Interna zu verraten. In diesem Fall soll Dominick Blasi mit der Tat beauftragt worden sein; aber auch Harry Aleman und Anthony Spilotro wurden häufig mit dem Mord in Verbindung gebracht.
Giancana wurde in einem Familienmausoleum auf dem Friedhof Mount Carmel in Chicago beigesetzt. Auf seiner Beerdigung kam es zu Rangeleien mit Journalisten, die von anwesenden Verwandten des Toten – u. a. Louis Daddano – angegriffen wurden.

## Nachlass
Am 24. Juni 1975 und am 22. September 1975 sagte John Roselli vor dem U.S. Senate Select Committee on Intelligence (SSCIA) – geleitet von Senator Frank Church, deshalb auch nach ihm benannt – über seine Verwicklungen in die Operation Mongoose aus.
Roselli war jahrelang Verbindungsmann für das Outfit nach Las Vegas und Hollywood und maßgeblicher Kontaktmann – auch für Giancana – zur CIA. Nach der Ermordung von Giancana – einem seiner wichtigsten Unterstützer – zog sich Roselli nach Miami in Florida zurück; wurde am 23. April 1976 erneut vorgeladen, um im Mordfall John F. Kennedy auszusagen.
Als er drei Monate später erneut aussagen sollte, war Roselli bereits seit dem 28. Juli 1976 spurlos verschwunden. Am 23. August 1976 wurde seine Leiche in einem Ölfass (55 Gallonen) vor der Küste Floridas gefunden.

## Giancana in Büchern und Filmen
Über Giancana wurden mehrere Biografien verfasst. Eine von seiner Tochter Antoinette unter dem Titel Mafia Princess erschienene Biografie wurde mit Tony Curtis in der Rolle Giancanas verfilmt. Dieser TV-Film erntete mehrheitlich schlechte Kritiken. Der 1995 erschienene TV-Film Der Pate und das Showgirl (Sugartime), in dem Giancana von John Turturro verkörpert wurde, hat Giancanas Beziehung zu Phyllis McGuire zum Gegenstand. In der TV-Miniserie Sinatra wird Giancana von Rod Steiger dargestellt, und in dem Film The Rat Pack spielte ihn Robert Miranda.
Die britische Doku-Drama-Reihe Im Netz der Mafia – Die Geheimakten des FBI beschäftigte sich in der ersten von 13 Folgen mit Giancana; Erstausstrahlung in Deutschland (ZDF) war am 18. Mai 2012.